# Час у Йорданії
|  | UTC+02:00           | Єгипетський час |
|  | UTC+02:00 UTC+03:00 | Східноєвропейський час / Ізраїльський час / Палестинський час Східноєвропейський літній час / Ізраїльський літній час / Палестинський літній час |
|  | UTC+03:00           | Турецький час Аравійський час |
|  | UTC+03:30           | Іранський час |
|  | UTC+04:00           | Gulf Standard Time |

Час у Йорданії відповідає стандартному аравійському часу (UTC+03:00).

## Історія
До скасування літнього часу у жовтні 2022 року Йорданія використовувала час східноєвропейський час (UTC+02:00) зі зміщенням на одну годину (UTC+03:00) протягом літніх місяців. Перехід на літній час зазвичай починався в п'ятницю з 26 лютого по 1 квітня і закінчувався в останню п'ятницю жовтня, з варіаціями до 2006 року. Узимку 2012-2013 років постійно діяв літній час, але був відновлений у грудні 2013 року, а до 1985-го постійно діяв стандартний час. У жовтні 2022 року літній час було остаточно скасовано.